# Lionel von Donop

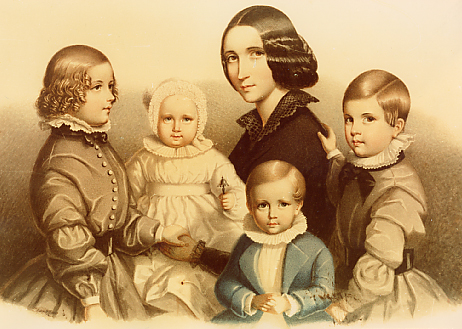
Familie des Hauptmanns August von Donop; von rechts: Edward, Auguste Charlotte geb. Lorentz, Lionel, Adolar, Hugo.

Friedrich Wilhelm Gottlieb Lionel von Donop (* 28. Juli 1844 in Detmold; † 26. November 1912 in Berlin) war ein deutscher Kunsthistoriker.

## Leben
Lionel von Donop entstammte der adligen Familie von Donop, die im Dienste der Fürsten von Lippe standen. Seine Eltern waren der Hauptmann August von Donop (1812–1846) und Auguste von Donop, geborene Lorentz (1821–1862). Sein älterer Bruder war der Offizier und Hofmeister Hugo von Donop (1840–1895). Die Mutter heiratete als Witwe den fürstl.-lipp. Geheimen Medizinalrat Hermann Kirchner.
Donop absolvierte 1864 das Abitur am Gymnasium in Detmold und studierte anschließend in Tübingen, Berlin und Göttingen. An der Universität Göttingen wurde er 1868 mit einem Thema zur griechischen Antike promoviert.
Sein späterer Wohnsitz war in Berlin. Hier gab er 1877 die erste komplette Sammlung von Kinderliedern Hoffmann von Fallerslebens heraus. Donop wirkte als Mitarbeiter der Berliner Nationalgalerie, wo er kunstwissenschaftliche Schriften verfasste. Als hervorragender Kenner des Malers Adolf von Menzel bekannt, schrieb er aber auch rund 60 Künstlerbiografien für die Allgemeine Deutsche Biographie, hauptsächlich zu Malern der Berliner Schule. Seine letzten bekannten Titel waren ein biografisches Lebensbild zu Max Jordan und eine Publikation zu Carl Blechen.
Lionel von Donop war zweimal verheiratet, zuerst 1874 zu Weimar mit Cäcilie Schweitzer, und nach der Scheidung dann ab 1887 zu Danzig mit Helene Heyn. Aus erster Ehe war die Tochter Ellen (1879–1950), von 1901 bis 1919 verheiratet mit dem Kunstmaler Hermann Eugen Graf, dann mit dem Landwirt Wilhelm Schweitzer. Aus zweiter Ehe stammte die Tochter Jolantha (* 1887), verheiratet mit dem Arzt Max Keppler.

## Schriften (Auswahl)
- De variis anathemathum delphicorum generibus. (Dissertation) Kaestner, Göttingen 1868
- Kinderlieder (Hoffmann von Fallersleben). vollst. Ausg. besorgt durch L. v. Donop, Berlin 1877.
[Reprint der Ausgabe von 1877, Olms, Hildesheim 1976, ISBN 3-487-05681-X]
- Die Verlat-Ausstellung im Museum zu Weimar. 1878
- Preller-Ausstellung in Weimar. 1878
- Ein Bildniß Lessing's von Anton Graff. 1878
- Ein Selbstbildniß von Asmus Jakob Carstens. 1880
- Verzeichnis der Gräflich Raczynski’schen Kunstsammlungen in der Königlichen National-Galerie (Berlin). Mittler, Berlin 1886 (online)
- Ausstellung der Radirungen von Bernhard Mannfeld in der Kgl. National Galerie. Wagner, Berlin 1890 (online)
- Friedrich Geselschap und seine Wandgemälde in der Ruhmeshalle. Wagner, Berlin 1890
- Ausstellung der Werke von Oskar Wisnieski in der Königlichen National-Galerie. Mittler & Sohn, Berlin 1891 (online)
- Ausstellung von Werken Adolph Menzel’s in der Königlichen National-Galerie. Becker, Berlin 1895 (online)
- Katalog der Handzeichnungen, Aquarelle und Oelstudien in der Königl. National-Galerie Berlin. Mittler, Berlin 1902
- Max Jordan – Ein Lebensbild. Mittler & Sohn, Berlin 1907
- Der Landschaftsmaler Carl Blechen. Mit Benutzung von Aufzeichnungen Theodor Fontanes. Fischer & Franke, Berlin 1908

Allgemeine Deutschen Biographie
- Alle ADB-Artikel von Lionel von Donop